# 커르잘리주

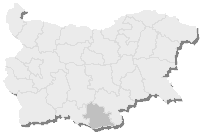
커르잘리 주의 위치

커르잘리주(불가리아어: Област Кърджали)는 불가리아 남부에 위치한 주로, 주도는 커르잘리이며 면적은 3,209km2, 인구는 164,019명, 자동차 번호는 K이다.
남쪽으로는 그리스와 국경을 접하고 있고 서쪽으로는 스몰랸 주, 북서쪽으로는 플로브디프 주, 북동쪽으로는 하스코보 주와 접한다. 7개 시를 관할한다. 불가리아에서 유일하게 터키계 인구가 많은 주이기도 하다.

## 인구
| 연도                      | 인구    | ±%     |
| ------------------------- | ------- | ------ |
| 1946                      | 218,686 | —      |
| 1956                      | 246,761 | +12.8% |
| 1965                      | 283,758 | +15.0% |
| 1975                      | 273,906 | −3.5%  |
| 1985                      | 290,254 | +6.0%  |
| 1992                      | 203,251 | −30.0% |
| 2001                      | 164,019 | −19.3% |
| 2011                      | 152,808 | −6.8%  |
| 2021                      | 141,177 | −7.6%  |
| 출처: pop-stat.mashke.org |         |        |

## 같이 보기
- 불가리아의 주